# اوپروستوویتسه
اوپروستوویتسه (به چکی: Oprostovice) یک منطقهٔ مسکونی در جمهوری چک است که در ناحیه پرروف واقع شده‌است. اوپروستوویتسه ۲٫۶۶ کیلومتر مربع مساحت و ۱۱۰ نفر جمعیت دارد و ۳۰۰ متر بالاتر از سطح دریا واقع شده‌است.